# Listă de localități din Alicante, Spania

Stema provinciei Alicante

Harta municipală a provinciei Alicante

Aceasta este o listă a localităților cu numărul de locuitori din provincia Alicante sau Alacant a comunității autonome Valencia, Spania.
| Nume în spaniolă        | Nume în valenciană           | Populație (2022) | Comarca               | District judiciar       | Predominanță lingvistică |
| ----------------------- | ---------------------------- | ---------------- | --------------------- | ----------------------- | ------------------------ |
| Adsubia                 | Atzúbia, l'                  | 616              | Marina Alta           | Denia                   | Valenciană               |
| Agost                   | Agost                        | 4948             | Campo de Alicante     | Novelda                 | Valenciană               |
| Agres                   | Agres                        | 589              | Condado de Cocentaina | Alcoy                   | Valenciană               |
| Aguas de Busot          | Aigües                       | 1085             | Campo de Alicante     | San Vicente del Raspeig | Valenciană               |
| Albatera                | Albatera                     | 12 864           | Vega Baja             | Orihuela                | Spaniolă                 |
| Alcalalí                | Alcalalí                     | 1349             | Marina Alta           | Denia                   | Valenciană               |
| Alcocer de Planes       | Alcosser                     | 254              | Condado de Cocentaina | Alcoy                   | Valenciană               |
| Alcolecha               | Alcoleja                     | 196              | Condado de Cocentaina | Alcoy                   | Valenciană               |
| Alcoy                   | Alcoi                        | 58 960           | Hoya de Alcoy         | Alcoy                   | Valenciană               |
| Alfafara                | Alfafara                     | 417              | Condado de Cocentaina | Alcoy                   | Valenciană               |
| Alfaz del Pi            | Alfàs del Pi, l'             | 20 668           | Marina Baja           | Benidorm                | Valenciană               |
| Algorfa                 | Algorfa                      | 3513             | Vega Baja             | Orihuela                | Spaniolă                 |
| Algueña                 | Alguenya, L'                 | 1351             | Vinalopó Medio        | Novelda                 | Valenciană               |
| Alicante                | Alacant                      | 338 577          | Campo de Alicante     | Alicante                | Valenciană               |
| Almoradí                | Almoradí                     | 21 401           | Vega Baja             | Orihuela                | Spaniolă                 |
| Almudaina               | Almudaina                    | 112              | Condado de Cocentaina | Alcoy                   | Valenciană               |
| Alquería de Aznar       | Alqueria d'Asnar, l'         | 489              | Condado de Cocentaina | Alcoy                   | Valenciană               |
| Altea                   | Altea                        | 23 010           | Marina Baja           | Benidorm                | Valenciană               |
| Aspe                    | Asp                          | 21 191           | Vinalopó Medio        | Novelda                 | Spaniolă                 |
| Balones                 | Balones                      | 126              | Condado de Cocentaina | Alcoy                   | Valenciană               |
| Bañeres                 | Banyeres de Mariola          | 7201             | Hoya de Alcoy         | Alcoy                   | Valenciană               |
| Benasau                 | Benasau                      | 171              | Condado de Cocentaina | Alcoy                   | Valenciană               |
| Benejama                | Beneixama                    | 1705             | Alto Vinalopó         | Villena                 | Valenciană               |
| Benejúzar               | Benejússer                   | 5480             | Vega Baja             | Orihuela                | Spaniolă                 |
| Benferri                | Benferri                     | 1955             | Vega Baja             | Orihuela                | Spaniolă                 |
| Beniarbeig              | Beniarbeig                   | 2267             | Marina Alta           | Denia                   | Valenciană               |
| Beniardá                | Beniardà                     | 218              | Marina Baja           | Villajoyosa             | Valenciană               |
| Beniarrés               | Beniarrés                    | 1078             | Condado de Cocentaina | Alcoy                   | Valenciană               |
| Benidoleig              | Benidoleig                   | 1232             | Marina Alta           | Denia                   | Valenciană               |
| Benidorm                | Benidorm                     | 69 738           | Marina Baja           | Benidorm                | Valenciană               |
| Benifallim              | Benifallim                   | 106              | Hoya de Alcoy         | Alcoy                   | Valenciană               |
| Benifato                | Benifato                     | 139              | Marina Baja           | Villajoyosa             | Valenciană               |
| Benichembla             | Benigembla                   | 512              | Marina Alta           | Denia                   | Valenciană               |
| Benijófar               | Benijòfar                    | 3427             | Vega Baja             | Torrevieja              | Spaniolă                 |
| Benilloba               | Benilloba                    | 740              | Condado de Cocentaina | Alcoy                   | Valenciană               |
| Benillup                | Benillup                     | 108              | Condado de Cocentaina | Alcoy                   | Valenciană               |
| Benimantell             | Benimantell                  | 499              | Marina Baja           | Villajoyosa             | Valenciană               |
| Benimarfull             | Benimarfull                  | 410              | Condado de Cocentaina | Alcoy                   | Valenciană               |
| Benimasot               | Benimassot                   | 93               | Condado de Cocentaina | Alcoy                   | Valenciană               |
| Benimeli                | Benimeli                     | 419              | Marina Alta           | Denia                   | Valenciană               |
| Benisa                  | Benissa                      | 11 871           | Marina Alta           | Denia                   | Valenciană               |
| Benitachell             | Poble Nou de Benitatxell, el | 4687             | Marina Alta           | Denia                   | Valenciană               |
| Biar                    | Biar                         | 3612             | Alto Vinalopó         | Villena                 | Valenciană               |
| Bigastro                | Bigastre                     | 7130             | Vega Baja             | Orihuela                | Spaniolă                 |
| Bolulla                 | Bolulla                      | 413              | Marina Baja           | Villajoyosa             | Valenciană               |
| Busot                   | Busot                        | 3343             | Campo de Alicante     | San Vicente del Raspeig | Valenciană               |
| Callosa de Ensarriá     | Callosa d'en Sarrià          | 7653             | Marina Baja           | Villajoyosa             | Valenciană               |
| Callosa de Segura       | Callosa de Segura            | 19 315           | Vega Baja             | Orihuela                | Spaniolă                 |
| Calpe                   | Calp                         | 24 096           | Marina Alta           | Denia                   | Valenciană               |
| Campello                | Campello, el                 | 29 409           | Campo de Alicante     | Alicante                | Valenciană               |
| Campo de Mirra          | Camp de Mirra, el            | 433              | Alto Vinalopó         | Villena                 | Valenciană               |
| Cañada                  | Canyada, la                  | 1191             | Alto Vinalopó         | Villena                 | Valenciană               |
| Castalla                | Castalla                     | 11 097           | Hoya de Alcoy         | Ibi                     | Valenciană               |
| Castell de Castells     | Castell de Castells          | 426              | Marina Alta           | Denia                   | Valenciană               |
| Catral                  | Catral                       | 8976             | Vega Baja             | Orihuela                | Spaniolă                 |
| Cocentaina              | Cocentaina                   | 11 298           | Condado de Cocentaina | Alcoy                   | Valenciană               |
| Confrides               | Confrides                    | 282              | Marina Baja           | Villajoyosa             | Valenciană               |
| Cox                     | Coix                         | 7431             | Vega Baja             | Orihuela                | Spaniolă                 |
| Crevillente             | Crevillent                   | 29 881           | Bajo Vinalopó         | Elche                   | Valenciană               |
| Cuatretondeta           | Quatretondeta                | 133              | Condado de Cocentaina | Alcoy                   | Valenciană               |
| Daya Nueva              | Daia Nova                    | 1758             | Vega Baja             | Orihuela                | Spaniolă                 |
| Daya Vieja              | Daia Vella                   | 683              | Vega Baja             | Orihuela                | Spaniolă                 |
| Denia                   | Dénia                        | 43 899           | Marina Alta           | Denia                   | Valenciană               |
| Dolores                 | Dolors                       | 7799             | Vega Baja             | Orihuela                | Spaniolă                 |
| Elche                   | Elx                          | 235 580          | Bajo Vinalopó         | Elche                   | Valenciană               |
| Elda                    | Elda                         | 52 297           | Vinalopó Medio        | Elda                    | Spaniolă                 |
| Facheca                 | Fageca                       | 104              | Condado de Cocentaina | Alcoy                   | Valenciană               |
| Famorca                 | Famorca                      | 48               | Condado de Cocentaina | Alcoy                   | Valenciană               |
| Finestrat               | Finestrat                    | 7909             | Marina Baja           | Benidorm                | Valenciană               |
| Formentera del Segura   | Formentera del Segura        | 4446             | Vega Baja             | Orihuela                | Spaniolă                 |
| Gata de Gorgos          | Gata de Gorgos               | 6364             | Marina Alta           | Denia                   | Valenciană               |
| Gayanes                 | Gaianes                      | 548              | Condado de Cocentaina | Alcoy                   | Valenciană               |
| Gorga                   | Gorga                        | 270              | Condado de Cocentaina | Alcoy                   | Valenciană               |
| Granja de Rocamora      | Granja de Rocamora           | 2626             | Vega Baja             | Orihuela                | Spaniolă                 |
| Guadalest               | Castell de Guadalest, el     | 258              | Marina Baja           | Villajoyosa             | Valenciană               |
| Guardamar del Segura    | Guardamar del Segura         | 16 138           | Vega Baja             | Torrevella              | Valenciană               |
| Hondón de las Nieves    | Fondó de les Neus, el        | 2684             | Vinalopó Medio        | Novelda                 | Valenciană               |
| Hondón de los Frailes   | Fondó dels Frares            | 1261             | Vinalopó Medio        | Novelda                 | Valenciană               |
| Ibi                     | Ibi                          | 23 677           | Hoya de Alcoy         | Ibi                     | Valenciană               |
| Jacarilla               | Xacarella                    | 2039             | Vega Baja             | Orihuela                | Spaniolă                 |
| Jalón                   | Xaló                         | 2931             | Marina Alta           | Denia                   | Valenciană               |
| Jávea                   | Xàbia                        | 28 731           | Marina Alta           | Denia                   | Valenciană               |
| Jijona                  | Xixona                       | 6860             | Campo de Alicante     | San Vicente del Raspeig | Valenciană               |
| Llíber                  | Llíber                       | 967              | Marina Alta           | Denia                   | Valenciană               |
| Lorcha                  | Orxa, l'                     | 565              | Condado de Cocentaina | Alcoy                   | Valenciană               |
| Millena                 | Millena                      | 243              | Condado de Cocentaina | Alcoy                   | Valenciană               |
| Monforte del Cid        | Montfort                     | 8619             | Vinalopó Medio        | Novelda                 | Spaniolă                 |
| Monóvar                 | Monòver                      | 12 387           | Vinalopó Medio        | Novelda                 | Valenciană               |
| Montesinos, Los         | Els Montesinos               | 5217             | Vega Baja             | Torrevieja              | Spaniolă                 |
| Murla                   | Murla                        | 540              | Marina Alta           | Denia                   | Valenciană               |
| Muro de Alcoy           | Muro d'Alcoi                 | 9303             | Condado de Cocentaina | Alcoy                   | Valenciană               |
| Muchamiel               | Mutxamel                     | 26 192           | Campo de Alicante     | San Vicente del Raspeig | Valenciană               |
| Novelda                 | Novelda                      | 25 592           | Vinalopó Medio        | Novelda                 | Valenciană               |
| La Nucía                | Nucia, la                    | 18 624           | Marina Baja           | Villajoyosa             | Valenciană               |
| Ondara                  | Ondara                       | 7085             | Marina Alta           | Denia                   | Valenciană               |
| Onil                    | Onil                         | 7580             | Hoya de Alcoy         | Ibi                     | Valenciană               |
| Orba                    | Orba                         | 2348             | Marina Alta           | Denia                   | Valenciană               |
| Orcheta                 | Orxeta                       | 812              | Marina Baja           | Villajoyosa             | Valenciană               |
| Orihuela                | Oriola                       | 80 784           | Vega Baja             | Orihuela                | Spaniolă                 |
| Parcent                 | Parcent                      | 997              | Marina Alta           | Denia                   | Valenciană               |
| Pedreguer               | Pedreguer                    | 8280             | Marina Alta           | Denia                   | Valenciană               |
| Pego                    | Pego                         | 10 295           | Marina Alta           | Denia                   | Valenciană               |
| Penáguila               | Penàguila                    | 287              | Hoya de Alcoy         | Alcoy                   | Valenciană               |
| Petrel                  | Petrer                       | 33 978           | Vinalopó Medio        | Elda                    | Valenciană               |
| Pilar de la Horadada    | Pilar de la Foradada         | 22 949           | Vega Baja             | Orihuela                | Spaniolă                 |
| Pinoso                  | Pinós, el                    | 8084             | Vinalopó Medio        | Novelda                 | Valenciană               |
| Planes                  | Planes                       | 695              | Condado de Cocentaina | Alcoy                   | Valenciană               |
| Poblets, els            | Poblets, els                 | 2735             | Marina Alta           | Denia                   | Valenciană               |
| Polop                   | Polop                        | 5186             | Marina Baja           | Villajoyosa             | Valenciană               |
| Rafal                   | Rafal                        | 4634             | Vega Baja             | Orihuela                | Spaniolă                 |
| Ráfol de Almunia        | Ràfol d'Almúnia, el          | 731              | Marina Alta           | Denia                   | Valenciană               |
| Redován                 | Redovà                       | 8123             | Vega Baja             | Orihuela                | Spaniolă                 |
| Relleu                  | Relleu                       | 1171             | Marina Baja           | Villajoyosa             | Valenciană               |
| Rojales                 | Rojals                       | 16 943           | Vega Baja             | Torrevieja              | Spaniolă                 |
| Romana, la              | Romana, la                   | 2605             | Vinalopó Medio        | Novelda                 | Valenciană               |
| Sagra                   | Sagra                        | 435              | Marina Alta           | Denia                   | Valenciană               |
| Salinas                 | Salines                      | 1678             | Alto Vinalopó         | Villena                 | Spaniolă                 |
| San Fulgencio           | Sant Fulgenci                | 9091             | Vega Baja             | Orihuela                | Spaniolă                 |
| San Isidro              | Sant Isidre                  | 2154             | Vega Baja             | Orihuela                | Spaniolă                 |
| San Juan de Alicante    | Sant Joan d'Alacant          | 24 450           | Campo de Alicante     | Alicante                | Valenciană               |
| San Miguel de Salinas   | Sant Miquel de Salines       | 6659             | Vega Baja             | Torrevieja              | Spaniolă                 |
| San Vicente del Raspeig | Sant Vicent del Raspeig      | 59 138           | Campo de Alicante     | San Vicente del Raspeig | Valenciană               |
| Sanet y Negrals         | Sanet i els Negrals          | 734              | Marina Alta           | Denia                   | Valenciană               |
| Santa Pola              | Santa Pola                   | 36 174           | Bajo Vinalopó         | Elche                   | Valenciană               |
| Sax                     | Saix                         | 9988             | Alto Vinalopó         | Villena                 | Spaniolă                 |
| Sella                   | Sella                        | 592              | Marina Baja           | Villajoyosa             | Valenciană               |
| Senija                  | Senija                       | 623              | Marina Alta           | Denia                   | Valenciană               |
| Tárbena                 | Tàrbena                      | 624              | Marina Baja           | Villajoyosa             | Valenciană               |
| Teulada                 | Teulada                      | 11 944           | Marina Alta           | Denia                   | Valenciană               |
| Tibi                    | Tibi                         | 1731             | Hoya de Alcoy         | Ibi                     | Valenciană               |
| Tollos                  | Tollos                       | 30               | Condado de Cocentaina | Alcoy                   | Valenciană               |
| Tormos                  | Tormos                       | 332              | Marina Alta           | Denia                   | Valenciană               |
| Torremanzanas           | Torre de les Maçanes, la     | 683              | Campo de Alicante     | San Vicente del Raspeig | Spaniolă                 |
| Torrevieja              | Torrevella                   | 83 547           | Vega Baja             | Torrevieja              | Spaniolă                 |
| Valle de Alcalá         | Vall d'Alcalà, la            | 164              | Marina Alta           | Denia                   | Valenciană               |
| Vall de Ebo             | Vall d'Ebo, la               | 219              | Marina Alta           | Denia                   | Valenciană               |
| Vall de Gallinera       | Vall de Gallinera, la        | 579              | Marina Alta           | Denia                   | Valenciană               |
| Vall de Laguart         | Vall de Laguar, la           | 890              | Marina Alta           | Denia                   | Valenciană               |
| Vergel                  | Verger, el                   | 4986             | Marina Alta           | Denia                   | Valenciană               |
| Villajoyosa             | Vila Joiosa, la              | 34 828           | Marina Baja           | Villajoyosa             | Valenciană               |
| Villena                 | Villena                      | 33 969           | Alto Vinalopó         | Villena                 | Spaniolă                 |